# Langue des signes papouasienne
La langue des signes papouasienne est la langue des signes utilisée par la communauté sourde de Papouasie-Nouvelle-Guinée et leurs proches. Elle fait partie de la famille de la langue des signes britannique et est proche de la langue des signes australienne. Depuis 2015, c'est la quatrième langue officielle du pays aux côtés de l'anglais, du tok pisin et du hiri motu,. Cette même année, on a estimé le nombre de signeurs de cette langue à environ 30 000 personnes.